# Lukas Hinterseer
Lukas Hinterseer, född 28 mars 1991 i Kitzbühel, är en österrikisk fotbollsspelare som spelar för 2. Bundesliga-klubben Hannover 96. Han är sonson till den före detta skidåkaren Ernst Hinterseer och även brorson till sångaren och före detta skidåkaren Hansi Hinterseer.